# Christopher Toroitich Kiprotich
Christopher Toroitich Kiprotich (* 1981) ist ein kenianischer Marathonläufer.
2003 wurde er Fünfter beim Berliner Halbmarathon und 2004 Zwölfter beim Maratón de la Comarca Lagunera. 2005 und 2006 wurde er jeweils Vierter in der Comarca Lagunera und 2006 Zweiter beim Monterrey-Marathon. 2007 kam er erneut in der Comarca Lagunera auf den vierten Platz und siegte beim Detroit-Marathon und in Monterrey. Im Jahr darauf wurde er Zweiter beim Los-Angeles-Marathon, Dritter beim Country Music Marathon, Gewinner beim Guadalajara-Marathon und Zweiter in Monterrey.
2009 folgte einem fünften Platz in der Comarca Lagunera der Sieg beim Las-Vegas-Marathon. 2010 wurde er Fünfter beim Rock ’n’ Roll Arizona Marathon.

## Persönliche Bestzeiten
- Halbmarathon: 1:03:00 h, 6. April 2003, Berlin
- Marathon: 2:11:58 h,14. Dezember 2008, Monterrey